# 納皮格 (紐約州)
納皮格（英語：Napeague）是位於美國紐約州薩福克縣的普查規定居民點。

## 人口
根據2020年美國人口普查的數據，納皮格的面積為22.13平方千米，當中陸地面積為9.53平方千米，而水域面積為11.60平方千米。當地共有人口368人，而人口密度為每平方千米16.63人。